# 米尔扎·贾法尔·托普丘巴舍夫
米尔扎·贾法尔·托普丘巴舍夫（俄语：Мирза Джафар Топчибашев，（—1869年）），阿塞拜疆族诗人，东方主义者。
米尔扎·贾法尔·托普丘巴舍夫是皇家亚洲学会的成员之一，除此之外他还是俄罗斯外交官亚历山大·格里博也多夫的老师。

## 生平
米尔扎·贾法尔·托普丘巴舍夫的具体出生年月日不详，有生于1784年和生于1790年两种说法。他在第比利斯长大，并在那里接受了圣职者的教育。除了母语阿塞拜疆语外，米尔扎·贾法尔·托普丘巴舍夫还精通波斯语、阿拉伯语、土耳其语、俄语、格鲁吉亚语和亚美尼亚语。
1817年，米尔扎·贾法尔·托普丘巴舍夫以波斯大使馆翻译的身份到达圣彼得堡，不久被聘为该地主要教育学院和俄罗斯外交部亚洲司的语言教师。1835年12月31日，米尔扎·贾法尔·托普丘巴舍夫被任命为波斯文学系特聘教授。
1846年米尔扎·贾法尔·托普丘巴舍夫开始担任俄罗斯帝国考古学会的主要领导人直至1885年2月。
1849年，他以身体健康恶化为由辞去学术工作。离开大学后，他又于1867年辞去了外交部的工作。但是辞职后，他仍然与学术界保持联系，每年都会向一名当年最好的学生颁发奖学金。
1869年2月8日，米尔扎·贾法尔·托普丘巴舍夫在圣彼得堡去世。讣告中写道：“只要圣彼得堡国立大学还存在，人们就会带着赞赏之意的念出来（米尔扎·贾法尔·托普丘巴舍夫的名字）”。

## 荣誉
- 二等圣安妮勋章（英语：Order of Saint Anna）
- 四等圣弗拉基米尔勋章（英语：Order of Saint Vladimir）（直到1826年）
- 三等圣弗拉基米尔勋章
- 二等圣弗拉基米尔勋章
- 一等圣斯坦尼斯劳斯勋章（英语：Order of Saint Stanislaus (House of Romanov)）
- 二等狮子与太阳帝国勋章（英语：Order of the Lion and the Sun）